# Federico María Eder y Gattens
Federico María Eder y Gattens (1830-1905) fue un pintor español.

## Biografía

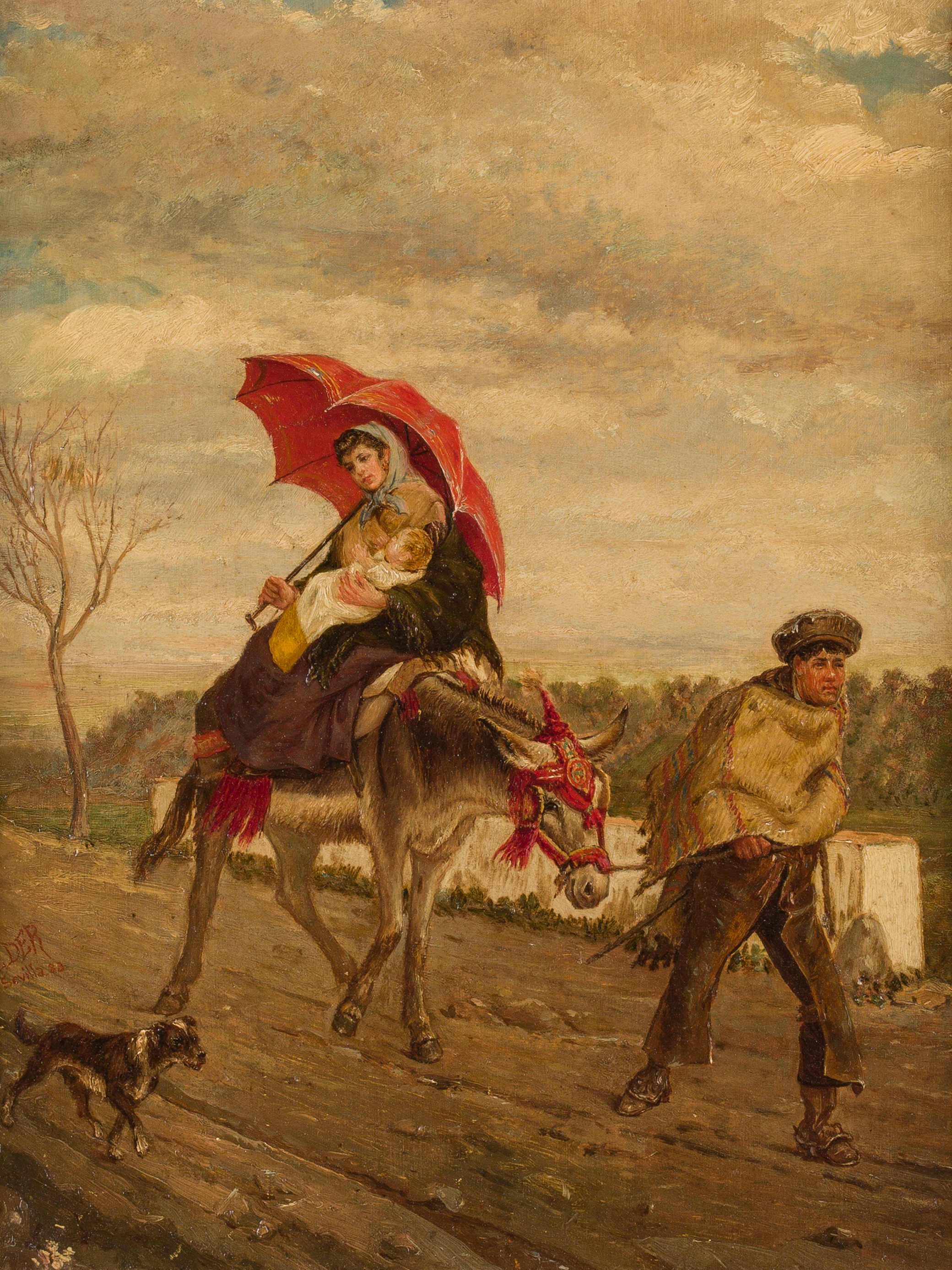
F. Eder y Gattens: Familia con un burro (1883)

Nació en 1830, el día 13 de noviembre, en Sevilla. Fue discípulo de la Escuela de Bellas Artes de su ciudad natal, en la que alcanzó diversos premios, y de Manuel Barrón. En la Exposición celebrada en Sevilla en 1858 fue premiado con una medalla de cobre por un cuadro al óleo. En la Nacional de Madrid de 1860 presentó Una vacada en la vega de Triana, lienzo por el que obtuvo mención honorífica, y que fue adquirido por la reina Isabel II a su paso por Sevilla en 1862; en la Exposición de este año presentó dos paisajes, siendo adquirido por el Gobierno para el Museo nacional el que representaba el Campo de Sevilla con unas carretas, un hombre a caballo, un borrico y varios animales.
En la de 1864 presentó Un carro de vuelta de la romería de Torrijos y Un carbonero despachando su mercancía a la puerta de una casa de vecindad. Este último, por el que alcanzó mención honorífica, figuraría también en el Museo nacional. En la de 1876 presentó Una montería, Un cambio de vecindad, Una parada de toros en el campo de Tablada en Sevilla, Una calesa y Vuelta de una pareja de laceria de Santiponce. Obtuvo mención honorífica. También concurrió a la internacional de Bayona en 1861 con Vista del campo de Tablada, Gitanos de camino y Caza del jabalí. En las Exposiciones de Sevilla en 1868 y 1877 presentó El naranjero, Una piara, El panadero, Tipos de gitanos, Una carreta y otros lienzos. Falleció en 1905.